# Mike Hay
Michael „Mike“ Hay MBE ist ein schottischer Curler.
Sein internationales Debüt hatte Hay bei der Europameisterschaft 1982 in Kirkcaldy, wo er die Goldmedaille gewann und so erstmals Europameister wurde.
Hay spielte als Second der britischen Mannschaft bei den XV. Olympischen Winterspielen 1988 in Calgary im Curling. Die Mannschaft von Skip David Smith belegte den achten Platz.
1991 wurde Hay in Winnipeg Weltmeister im Curling.

## Erfolge
- Weltmeister 1991
- Europameister 1982, 1988, 1994, 1995, 1996
- 2. Platz Weltmeisterschaft 1986, 1990
- 3. Platz Weltmeisterschaft 1988, 1997
- 3. Platz Europameisterschaft 1983
- 3. Platz Juniorenweltmeisterschaft 1983, 1984